# Gmina Maidla
Gmina Maidla (est. Maidla vald) – gmina wiejska w Estonii, w prowincji Virumaa Wschodnia.
W skład gminy wchodzi:
- 27 wsi: Aidu, Aidu-Liiva, Aidu-Nõmme, Aidu-Sooküla, Aruküla, Arupäälse, Aruvälja, Hirmuse, Koolma, Kulja, Lipu, Lümatu, Maidla, Mehide, Oandu, Ojamaa, Piilse, Rebu, Rääsa, Salaküla, Savala, Sirtsi, Soonurme, Tarumaa, Uniküla, Veneoja i Virunurme.